# Aleksa Amanović
Aleksa Amanović (tiếng Macedonia: Алекса Амановиќ, sinh 24 tháng 10 năm 1996) là một cầu thủ bóng đá Macedonia thi đấu cùng với FK Javor Ivanjica ở SuperLiga.

## Sự nghiệp câu lạc bộ
Amanović là sản phẩm của học viện FK Partizan  thi đấu và ra mắt ở mùa giải 2014–15 khi thi đấu dưới dạng cho mượn đến đội vệ tinh của Partizan, FK Teleoptik.
Sau khi thi đấu nửa mùa giải với FK IMT Beograd, Amanović đã ký hợp đồng trong kì nghỉ mùa đông mùa giải SuperLiga 2015–16 cùng với FK Javor Ivanjica.

## Sự nghiệp quốc tế
Anh thi đấu cho U-19 Macedonia và U-21.